# 新喀里多尼亞國徽
新喀里多尼亚国徽為繪有新喀里多尼亚特产：鸚鵡螺圖案的盾徽。鸚鵡螺後方則是新喀里多尼亞原住民卡纳克人傳統房屋的屋頂裝飾「箭岭」，以及產於當地的南洋杉。